# Heřmánkovec
Heřmánkovec (Tripleurospermum) je rod bylin z čeledi hvězdnicovitých. Rod je tvořen 35 až 40 druhy jejichž morfologická vymezení jsou zpravidla dobře známa, ale i dnes je jejich pojetí u některých autorů odlišné. Jednotlivé druhy vytvářejí křížence což stěžuje jejich správné určování a v minulosti byly často zařazovány do rodu heřmánek v širším smyslu.
Rostliny rodu heřmánkovec jsou rozšířeny v Eurasii, Severní Americe, Jižní Americe, severní Africe a dostaly se i na Nový Zéland. V české přírodě roste jediný druh heřmánkovec nevonný který se zde vyskytuje poměrně hojně a je považován za plevelnou rostlinu.

## Popis
Jednoleté, dvouleté i vytrvalé rostliny které mohou vyrůst do výšky 5 až 80 cm, lodyhy mají vzpřímené nebo poléhavé a obvykle hustě větvené. Podlouhlé listy, rostoucí v přízemní růžici a na lodyze, bývají přisedlé nebo řapíkaté a dvojnásobně i trojnásobně peřenosečné. Jejich tenké úkrojky jsou na spodní straně žlábkovité a na koncích zahrocené. Bazální listy jsou obvykle v době kvetení již suché.
Květy jsou sestaveny do stopkatých polokulovitých úborů rostoucích na koncích větví samostatně nebo plochých latách. Úbor, kterých může být na rostlině i několik set, má dření vyplněné vejčité květní lůžko a na něm ve středu roste až 500 oboupohlavných květů s pětičetnou trubkovitou korunou žluté nebo nazelenalé barvy. U některých druhů po okraji lůžka vyrůstá 10 až 35 bílých nebo narůžovělých samičích jazykovitých květů s obdélníkovou ligulou. Polokulovitý zákrov má listeny s odlišně zbarvenými okraji uspořádané ve dvou až pěti řadách. Chromozomy rodu jsou x = 9.
Plody jsou tmavé, drsné, hranaté a klínovité nažky se třemi světlými podélnými žebry a dvěma pryskyřičnými kanálky. Na vrcholu nažky je malý blanitý lem (pozůstatek trvalé koruny) který nahrazuje chmýr.

## Možnost záměny
Jak již uvedeno, nejčastěji je tento rod zaměňován s heřmánkem, od něhož se odlišuje tvarem nažek, květního lůžka, jazykovitých květů i listů. Heřmánkovec má vždy na vrcholu nažky blanitý lem a na jedné její straně tři podélná žebra a na druhé dva pryskyřičné kanálky, má nižší a vejčité květní lůžko které není duté ale je vyplněno dření, pokud má jazykovité květy tak jsou i po odkvětu odstálé a nevisí dolů a tenké úkrojky listů mají na spodní straně žlábek.

## Význam
Některé druhy obsahují menší množství vonných a léčivých látek jako heřmánek, jiné jsou hodnoceny jako výrazně nepříjemný plevel.